# Parapercis alboguttata
Parapercis alboguttata är en fiskart som först beskrevs av Günther 1872.  Parapercis alboguttata ingår i släktet Parapercis och familjen Pinguipedidae. Inga underarter finns listade i Catalogue of Life.